# Achimenes pedunculata
Achimenes pedunculata är en tvåhjärtbladig växtart som beskrevs av George Bentham. Achimenes pedunculata ingår i släktet Achimenes och familjen Gesneriaceae. Inga underarter finns listade i Catalogue of Life.